# 최창석 (성우)
최창석(1977년 1월 18일~)은 대한민국의 남자 성우인데, 1995년 연극배우로 첫 데뷔를 한 그는 2003년 KBS에 입사했으며, 현재는 KBS 한국방송공사 공채 30기 성우 출신이다. 한국방송 성우극회 소속.

## 주요 출연작품

### 애니메이션
- 눈의 여왕 (애니원) - 대장장이
- 조이드 제네시스 (챔프) - 바이츠 소위 / 위프 / 파브르 / 아란 / 사토메
- 갓슈벨 (챔프) - 프리드
- 데스노트 (챔프) - 사신3 / 남학생2 / 남학생7
- 꼬마천사 코텐코 (챔프) - 도온
- 트랜스포머 갤럭시포스 (챔프) - 가드쉘 / 가스켓
- 유희왕 ZEXAL (챔프) - 야차
- DNA^2 (애니맥스) - 이치카와 이치고
- 건퍼레이드 오케스트라 (애니맥스) - 고쿠분 마사아키 / 모로카와 / 에스텔 아빠 / 부대장
- 헌터X헌터 OVA (애니박스) - 라스트
- 헌터X헌터 OVA G.I Final (애니박스) - 아벤가네
- 최종병기 그녀 OVA (애니박스)
- 간츠 (애니박스) - 마츠무라

### 영화
- 그 남자는 거기 없었다 (KBS)
- 헌티드 (KBS) - 경찰(스티브 엔필드) / 공항 안내 / 시민
- 마운틴 패트롤 (KBS) - 밀렵꾼
- 보리밭을 흔드는 바람 (KBS) - 테렌스(키스 던피) / 영국 군인(윌리엄 루앤)
- 착신아리 파이널 (KBS) - 신이치(토치하라 라쿠토)
- 야마카시 2 (KBS) - 수도승(홍슝-사에 세 아우이)
- 헐리우드 엔딩 (KBS) - 통역가(바니 쳉)
- 에스토마고 (KBS) - 방글이
- 묵시록 코드 (KBS) - 요원(루이스 필리프 마누엘)
- 퍼햅스 러브 (KBS) - 지엔의 친구(장한) / 기자 / 영화 제작진
- 셔터 (KBS) - 기자(빈 키치아콘퐁)
- 도로시 (KBS) - 던컨 맥클레넌 (션 스튜어트)
- 판의 미로 - 오필리아와 세 개의 열쇠 (KBS) - 페드로(로제 카사마오르)
- 카라멜 (KBS) - 레얄의 동생(혼다 마린)
- 슬럼독 밀리어네어 (KBS) - 소년 살림 (아슈토시 로보 가지왈라)
- 사이즈의 문제 (KBS)
- 엘 시크레토: 비밀의 눈동자 (KBS) - 에두아르도
- 윌리엄과 케이트의 러브스토리 (KBS) - 해리
- 섹슈얼 프렌즈 (KBS)
- 블러프 (KBS) - 고메즈(후안 펠리페 카노)
- 와즈다 (KBS) - 문구점 주인(이브라힘 알모자렐) / 백화점 직원(알리 알고어바니)

### 외화
- 가면라이더 블레이드 (챔프) - 카테고리 킹 소년(카미죠 마코토)
- 가면라이더 가부토 (챔프) - 료(사사키 카즈노리)
- 닥터 후 (KBS) - 퀸투스 (프랑수아 판돌포) / 조셉
- 셜록 (KBS) - 앤더슨 (조나단 아리스)
- 삼국지 (KBS) - 대신

### 방송
- 동물의 세계 (KBS)